# Vsevolods Zeļonijs
Vsevolods Zeļonijs (24. februar 1973 i Riga i Lettiske SSR) er en lettisk judoka.

## Karriere
Zeļonijs har dyrket sport siden 7-års alderen. I begyndelsen trænede han sambobrydning. Zeļonijs har deltaget i fire Olympiske Lege (1992, 2000, 2004 og 2008). Ved Sommer-OL i 2000 i Sidney vandt han en bronzemedalje i vægtklassen til 73 kilogram. Ved de øvrige Olympiske Lege lykkedes det ham ikke at komme længere end de indledende kampe; ved Sommer-OL i 1992 i Barcelona deltog han i vægtklassen til 66 kilogram, ved Sommer-OL i 2004 i Athen og Sommer-OL i 2008 i Beijing i vægtklassen til 73 kilogram. Vsevolods Zeļonijs er Letlands Judoforbunds generalsekretær, og har sort bælte, femte dan.
Vsevolods Zeļonijs vandt en bronzemedalje i vægtklassen til 71 kilogram ved VM i judo i 1997. Ved EM i judo har han tre gange vundet sølvmedalje (1992, 1993 og 1995; alle tre gange i vægtklassen til 65 kilogram), ligesom han også to gange har vundet bronzemedaljen ved samme mesterskab (2002 og 2004; begge gange i vægtklassen til 73 kilogram). Samtidig har Zeļonijs vundet det lettisk mesterskab flere gange.